# Dannewerk
Dannewerk (danska: Dannevirke) är en kommun och ort i Kreis Schleswig-Flensburg i förbundslandet Schleswig-Holstein i Tyskland.
Kommunen ingår i kommunalförbundet Amt Haddeby tillsammans med ytterligare sju kommuner.